# Sever Spojených států amerických

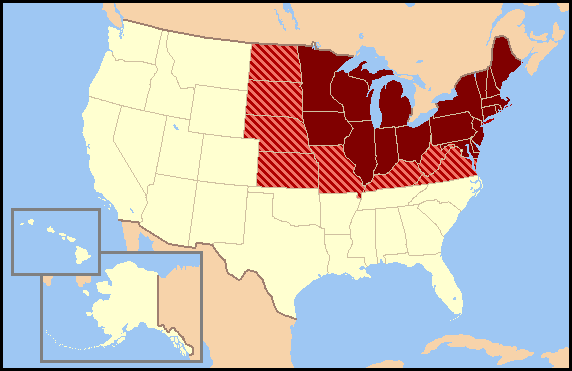
Sever USA

Sever (také American North nebo jednoduše the North) je velký geografický region Spojených států amerických. Přestože obsahuje velkou část regionu, který je označován jako Středozápad, většina Američanů toto území označuje jednoduše jako North. Celkově zde žije 113 479 422 lidí, průměrná hustota zalidnění je 50 obyv./km² a rozloha oblasti je 2 282 144 km2. 
Americký úřad pro sčítání lidu dělí některé z nejsevernějších státu na Středozápad a Severovýchod. Dále sem počítá nejsevernější státy Severozápadu, které jsou v západním regionu.